# یک رابطه همه‌جانبه
یک رابطهٔ همه‌جانبه (انگلیسی: A Global Affair) یک فیلم کمدی به کارگردانی جک آرنولد است که در سال ۱۹۶۴ منتشر شد.

## بازیگران
- باب هوپ
- میشل مرسیه
- رابرت استرلینگ
- ایوان دکارلو
- الگا آندرسن
- میکو تاکا
- لیزلوته پولفر
- جان مک‌گیور
- نحمیا پرسوف
- رافر جانسون
- آدلای استیونسون دوم
- باربارا بوشه